# Jüri Jaanson
Jüri Jaanson (ur. 14 października 1965 w Tartu) – estoński wioślarz i polityk.

## Życiorys
W 1984 ukończył szkołę średnią w Viljandi. Jest żonaty, ma dwie córki.
W trakcie kariery sportowej trenował wioślarstwo. Wywalczył m.in. pięć medali mistrzostw świata, a także mistrzostwo Europy. Srebrny medalista olimpijski w wioślarskiej jedynce z Aten w 2004 oraz w dwójce podwójnej (wraz z Tõnu Endreksonem) z Pekinu w 2008. Zdobywał także medale mistrzostw
W 2010 wstąpił do Estońskiej Partii Reform. Z jej listy w wyborach w 2011 został wybrany do Zgromadzenia Państwowego XII kadencji. W 2015 i 2019 utrzymywał mandat poselski na kolejne kadencje.

## Osiągnięcia sportowe
Igrzyska olimpijskie
- Sydney 2000 – jedynka – 6. miejsce[1]
- Ateny 2004 – jedynka – 2. miejsce[1]
- Pekin 2008 – dwójka podwójna – 2. miejsce[1]

Mistrzostwa świata
- Bled 1989 – jedynka – 3. miejsce[1]
- Tasmania 1990 – jedynka – 1. miejsce[1]
- Tampere 1995 – jedynka – 2. miejsce[1]
- Gifu 2005 – czwórka podwójna – 3. miejsce[1]
- Monachium 2007 – dwójka podwójna – 3. miejsce[1]

Mistrzostwa Europy
- Ateny 2008 – czwórka podwójna – 1. miejsce

## Odznaczenia i wyróżnienia
- Order Estońskiego Czerwonego Krzyża II Klasy – 2005[2][5]
- Medal Thomasa Kellera – 2011, FISA[6][7]